# Life (singel Des’ree)
Life – trzeci singel brytyjskiej piosenkarki popowo-soulowej Des’ree z jej trzeciego albumu Supernatural, wydany 8 czerwca 1998.

## Informacje o utworze
Utwór pozostaje największym przebojem w karierze piosenkarki, będąc numerem 1. w Austrii, Malawi, Włoszech i Holandii. Był czołówką do japońskiego serialu To Heart.
Piosenka słynie z optymistycznej i radosnej melodii, banalnego tekstu, opowiadającego o przesądach, fobiach i podróżach po świecie, oraz uproszczonych rymowanek, które były szeroko wyśmiewane. Utwór wygrał w głosowaniu BBC na „Najgorsze słowa piosenki pop w historii”, szczególnie przez fragment:

I don't want to see a ghost (Nie chcę zobaczyć ducha)

It's the sight that I fear most (Tego widoku boję się najbardziej)

I'd rather have a piece of toast (Już wolę jeść tosty)

Watch the evening news (I oglądać wieczorne wiadomości).

Teledysk został wyreżyserowany przez Mike’a Lipscombe’a. Wokalistka siedzi na tylnym siedzeniu kabrioletu Oldsmobile F-85 Cutlass, prowadzonego przez ciemnoskórego mężczyznę. Początkowo chroni się przed słońcem czarnym parasolem, który następnie odrzuca za siebie. Samochód jedzie przez pola trzciny cukrowej, prawdopodobnie w Gujanie, gdzie Des’ree napotyka wielu pracujących tam ludzi, z których wszyscy ewidentnie cieszą się życiem. Nad samochodem przelatuje samolot rolniczy, który jednak zamiast sypać pestycydami, wypuszcza rój motyli.

## Lista utworów
| CD single – UK 1. „Life” (single version) – 3:28 2. „Open Mind” – 4:19 CD maxi 1 – UK 1. „Life” – 3:28 2. „Open Mind” – 4:19 3. „Get a Life” – 3:32 4. „I'm Kissing You” – 4:52 CD maxi 2 – UK 1. „Life” (long version) – 4:22 2. „Life” (cosmack mix) – 4:25 3. „Life” (cosmack extended mix) – 7:45 4. „Life” (Brooklin funk R&B mix – no rap) – 5:00 | CD maxi – Australia 1. „Life” (single version) – 3:28 2. „Open Mind” – 4:19 3. „Get a Life” – 3:32 4. „Life” (cosmack mix) – 4:25 5. „Life” (cosmack extended mix) – 7:45 12” maxi – UK 1. „Life” (long version) – 4:22 2. „Life” (cosmack mix) – 4:25 3. „Life” (cosmack extended mix) – 7:45 CD single – Promo 1. „Life” (cosmack radio edit) – 3:09 2. „Life” (special radio mix) – 3:12 3. „Life” (Brooklyn funk R&B radio edit) – 3:52 |

## Notowania utworu

### Najwyższa pozycja
| Lista (1998)    | Najwyższa pozycja |
| --------------- | ----------------- |
| Australia       | 8                 |
| Austria         | 1                 |
| Belgia          | 2                 |
| Dania           | 13                |
| Francja         | 2                 |
| Niemcy          | 8                 |
| Irlandia        | 3                 |
| Włochy          | 1                 |
| Norwegia        | 9                 |
| Holandia        | 1                 |
| Nowa Zelandia   | 21                |
| Hiszpania       | 3                 |
| Szwecja         | 3                 |
| Szwajcaria      | 3                 |
| Wielka Brytania | 8                 |